# أوتو إردمان
أوتو إردمان (بالألمانية: Otto Erdmann)‏ هو مصمم الإنتاج ألماني، ولد في 17 ديسمبر 1898 في برلين في ألمانيا، وتوفي بنفس المكان في 23 يناير 1965.

## وصلات خارجية
- أوتو إردمان على موقع IMDb (الإنجليزية)
- أوتو إردمان على موقع أول موفي (الإنجليزية)
- أوتو إردمان على موقع قاعدة بيانات الأفلام السويدية (السويدية)
- أوتو إردمان على موقع قاعدة بيانات الفيلم (الإنجليزية)
- أوتو إردمان على موقع كينوبويسك (الروسية)